# 川崎宙
川崎 宙（かわさき ちゅう）は、日本の漫画家。栃木県出身。女性。代表作に『コントラスト88』『よすがシナリオパレェド』がある。

## 略歴
1990年生まれ。2012年に新人漫画家の募集企画であるSupreme Comic 大賞 season IIで読み切り『ジプシーダンス』で佳作を取り、デビュー。その後、デビュー作の『ジプシーダンス』は『SQ.19』に掲載され、2015年2月の『ジャンプSQ.19』vol.18に読み切り作品『林檎飴騒動』が掲載された。2015年にジャンプSQ.若手作家が聞く「マンガの極意!」の企画で漫画家・内藤泰弘にインタビューを行っている。2016年に漫画『コントラスト88』が月刊漫画雑誌『ジャンプスクエア』（集英社）で連載され、連載デビューを果たす。2018年6月より、『マガジンポケット』（講談社）にて『よすがシナリオパレェド』を連載するも、2019年5月に同作の連載が中断された。2019年11月の『ジャンプSQ.』11月特大号にセンターカラーで『三途の川に薔薇は咲くのか』が掲載された。アンソロジー作品『放課後の!入間くん』にも参加している。

## 作品リスト

### 連載
- コントラスト88[6][11]（『ジャンプスクエア』2016年1月号 - 12月号、全3巻）
- よすがシナリオパレェド（原作：三田誠、『マガジンポケット』2018年6月27日[12] - 2019年5月24日、既刊2巻） - 作画担当
- 異世界先生〜凡人教師は天才生徒達と異世界で青春する〜（『ガンガンONLINE アプリ版』2021年9月16日[13] - 連載中、既刊3巻）

### 読み切り
- ジプシーダンス（『SQ.19』2012年[4]）
- GALLOP SPEED（2013年[14]）
- 林檎飴騒動（『ジャンプSQ.19』vol.18、2014年[3][4]）
- 強欲家の天職（2014年[15]）

### 原作担当
- 終末武装パンケーキ（漫画：竹村洋平、2017年[16][17]） - 読み切り
- 三途の川に薔薇は咲くのか（漫画：やもり、2019年[9]） - 読み切り